# HMS Audacious (S122)
Pour les autres navires du même nom, voir HMS Audacious.
Le HMS Audacious (pennant number : S122) est le quatrième sous-marin nucléaire d'attaque de Classe Astute de la Royal Navy. Plusieurs navires précédents de la Royal Navy ont porté ce nom. Il a été officiellement baptisé le 16 décembre 2016 et a été lancé le 28 avril 2017,. Le HMS Audacious aurait été remis à la Royal Navy en janvier 2021. Une réponse écrite au Parlement indiquait que le HMS Audacious avait été commissionné le 3 avril 2020, mais que la cérémonie publique de mise en service avait eu lieu le 23 septembre 2021.

## Conception
Le réacteur nucléaire du HMS Audacious n’aura pas besoin d’être rechargé en combustible pendant les 25 ans de service du bateau. Le sous-marin dispose d’installations de purification de l'eau et de l’air, et il est capable de faire le tour du monde sans refaire surface. Cependant, la durée de ses missions est limitée par l’équipage (98 officiers et autres grades) pour lequel il emporte trois mois de nourriture.
Le HMS Audacious emporte jusqu’à 38 projectiles pour ses six tubes lance-torpilles de 21 pouces (533 mm). Le sous-marin est capable de tirer des torpilles lourdes Spearfish, et des missiles de croisière BGM-109 Tomahawk Block IV d’une portée de 1600 kilomètres contre des objectifs terrestres.

## Engagements
Les articles à long délai de réalisation ont été commandés pour sa construction le 28 août 2006, bien que la commande du navire proprement dite n’ait été passée que le 21 mai 2007. Le lancement était prévu au quatrième trimestre 2016 et le sous-marin devait quitter le chantier naval en 2017. Il a été officiellement nommé le 16 décembre 2016, a été mis à l’eau le 28 avril 2017, et devait quitter le chantier en 2018 pour des essais en mer. Le budget initial était de 1 milliard 279 millions de livres sterling, mais en 2015, il était passé à 1 milliard 492 millions de livres sterling.
Le sous-marin et son équipage ont officiellement tissé des liens avec la ville de Leeds (qui avait auparavant parrainé le HMS Ark Royal) en rencontrant ses habitants à Elland Road et en y défilant lors du défilé militaire du jour de l'Armistice en novembre 2016.
Le HMS Audacious a effectué sa première plongée au Devonshire Dock durant deux jours en janvier 2018,. Il a finalement quitté Barrow le 4 avril 2020 et a commencé ses essais en mer le 6 avril 2020. Une réponse écrite au Parlement indiquait que le HMS Audacious avait été commissionné le 3 avril 2020 mais que la cérémonie de mise en service avait eu lieu le 23 septembre 2021.